# Cementiri de Montjuïc
El cementiri de Montjuïc, conegut abans com a cementiri del Sud-oest, i popularment com cementiri Nou, és una necròpolis a la muntanya de Montjuïc dea Barcelona. Té una superfície d'uns 567.934 m² i unes 152.774 sepultures. Ocupa pràcticament tot el vessant sud de la muntanya. És el més gran que hi ha dins el terme municipal de Barcelona. Ja durant l'edat mitjana a la muntanya hi havia hagut un cementiri exclusiu per a jueus.

## Història

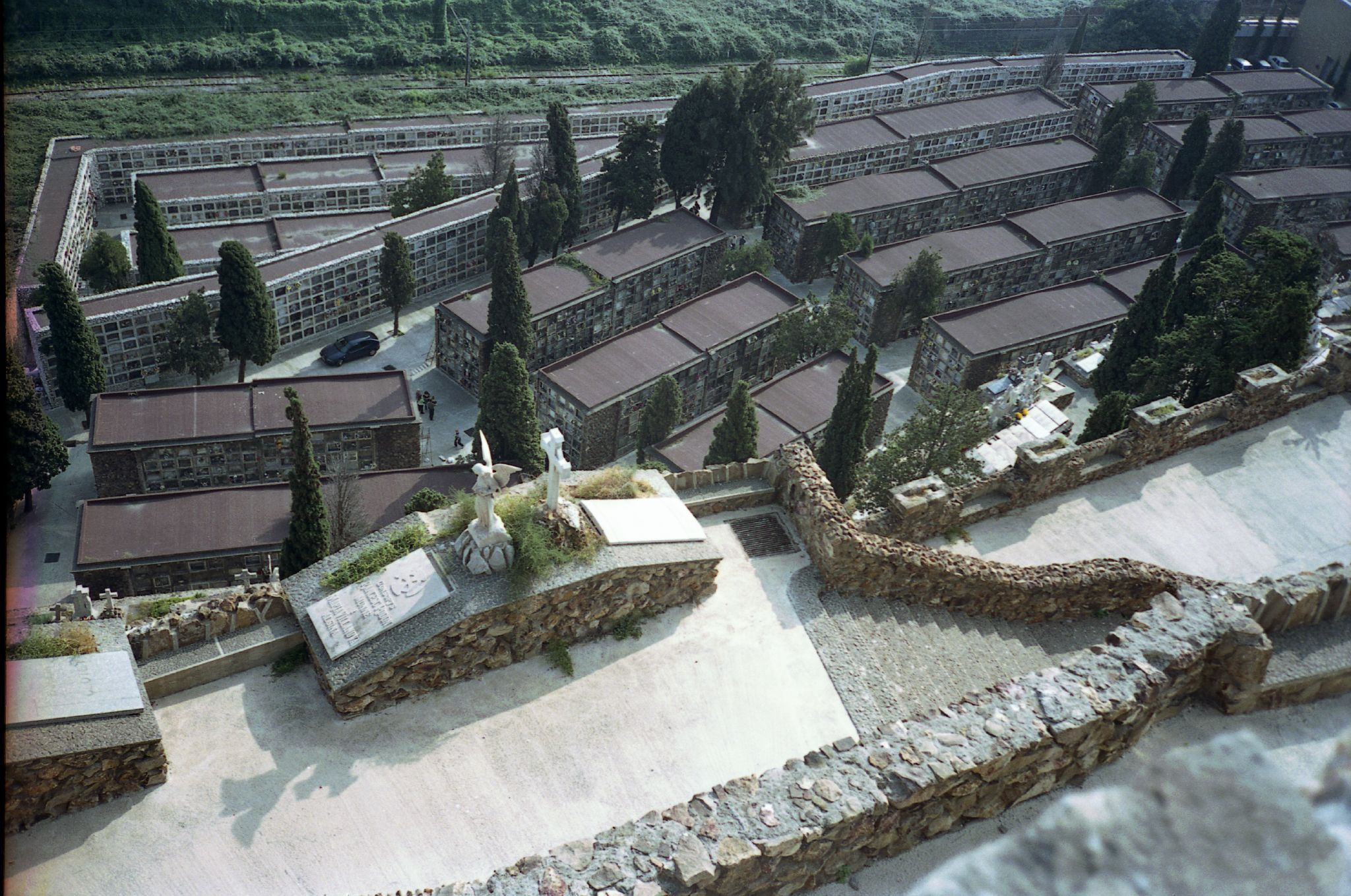
Vista des del cim del cementiri de Montjuïc

El cementiri va ser inaugurat el 17 de març de 1883. La seva creació va ser deguda a l'explosió industrial, demogràfica i ràpid creixement urbanístic que patí la ciutat de Barcelona a mitjans del segle xix. En el cementiri es pot trobar una placa commemorativa d'aquest dia on es beneí el recinte catòlic. Com a innovació, al cementiri es reservà uns espais perquè poguessin ser enterrats aquells que tinguessin altres confessions religioses, com ara protestants o jueus.
Fins aquell moment a la ciutat hi havia petits cementiris, com el de Sant Andreu, Horta, Sant Gervasi, el de Sants o el que es considerava el més gran i més antic de la ciutat, el cementiri del Poblenou. Aquest últim havia estat sempre al servei de la ciutat de Barcelona i fins a mitjans del segle xix, quan es van enderrocar les muralles que impedien l'expansió urbanística de la ciutat, havia estat extramurs. La resta de petits cementiris que troben avui dia dins la ciutat són el testimoni que queda de quan Sant Andreu, Sants, Horta, San Gervasi, Hostafrancs eren petits pobles que tenien els seus propis fossars, molt abans que quedessin annexionats a la ciutat de Barcelona.
La pressió urbanística havia esgotat les possibilitats d'espai per a nous enterraments en aquests cementiris. L'emergent i poderosa burgesia catalana impulsà el projecte d'un nou cementiri que seria realment una necròpolis, per la seva grandària i nombre de sepultures. S'encarregà el disseny i planificació a l'arquitecte Leandre Albareda. Per l'època en què va ser projectat i construït, el cementiri acollí l'arquitectura del modernisme dins l'art funerari. En efecte, avui dia es considera el cementiri del Sud-oest, com un punt de referència i visita obligada per estudiar i gaudir del modernisme en l'arquitectura. En el cementiri s'hi poden trobar bellíssimes i interessants escultures, gravats i treballs en pedra i ferro en làpides, panteons i grups arquitectònics. Fins i tot es va construir un estany que roman intacte avui dia.
La primera persona enterrada al cementiri va ser Josep F. Fonrodona i Vila el 19 de març de 1883, com així diu la seva làpida.

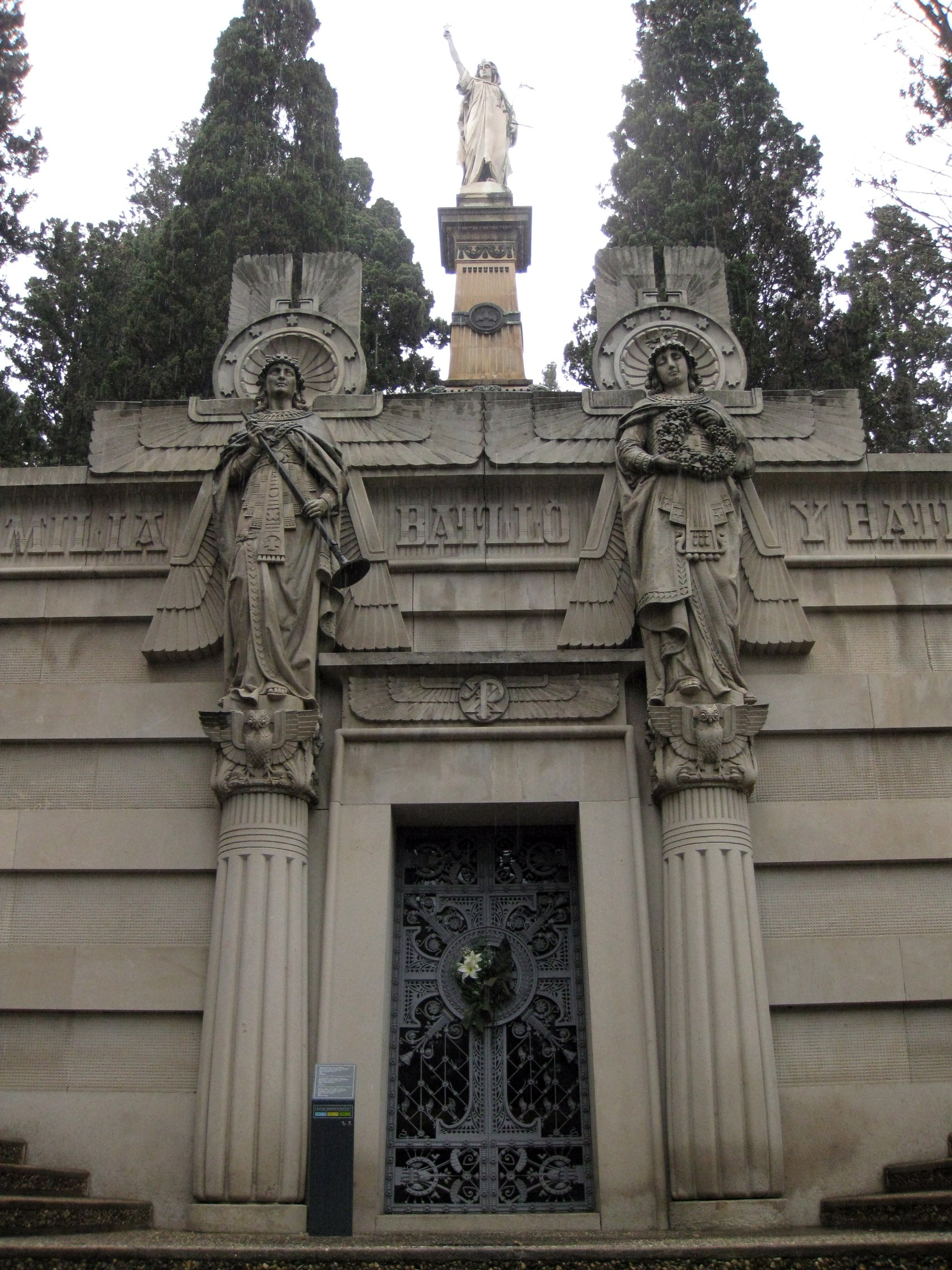
Panteons de la família Batlló i, al fons, dels Bonaplata

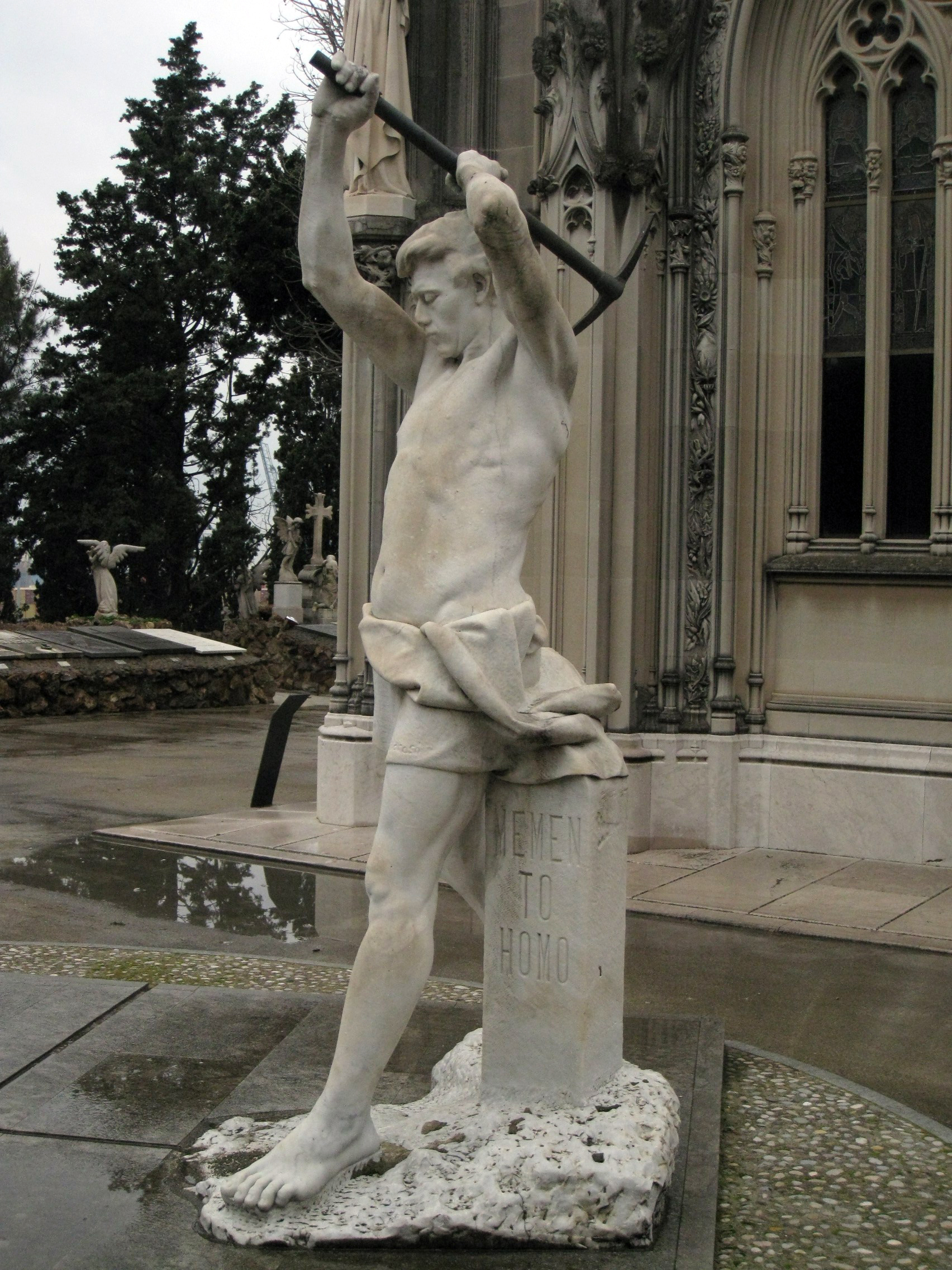
Panteó Vial i Solsona, amb escultura d'Enric Clarasó

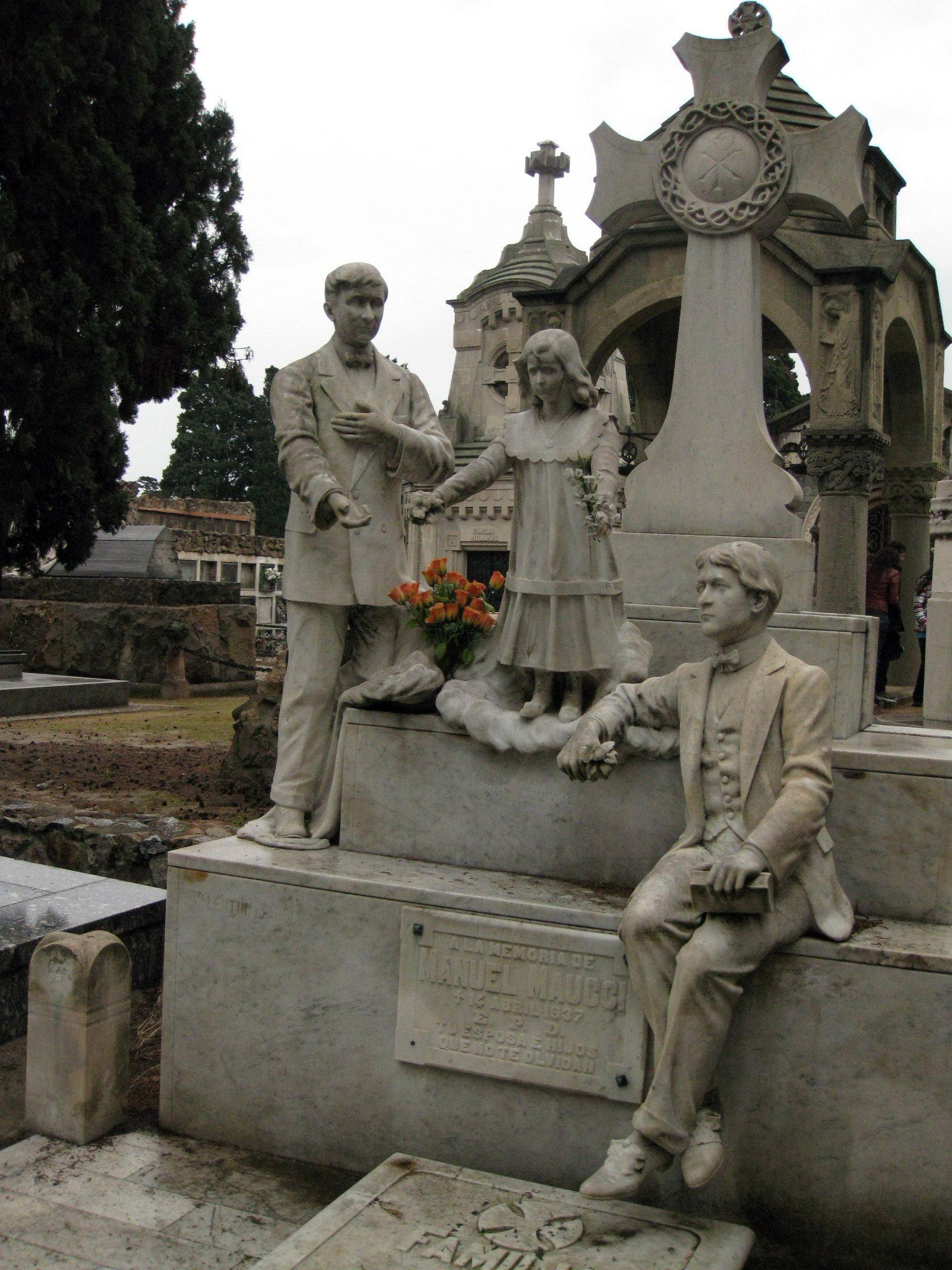
Tomba de l'editor Manuel Maucci

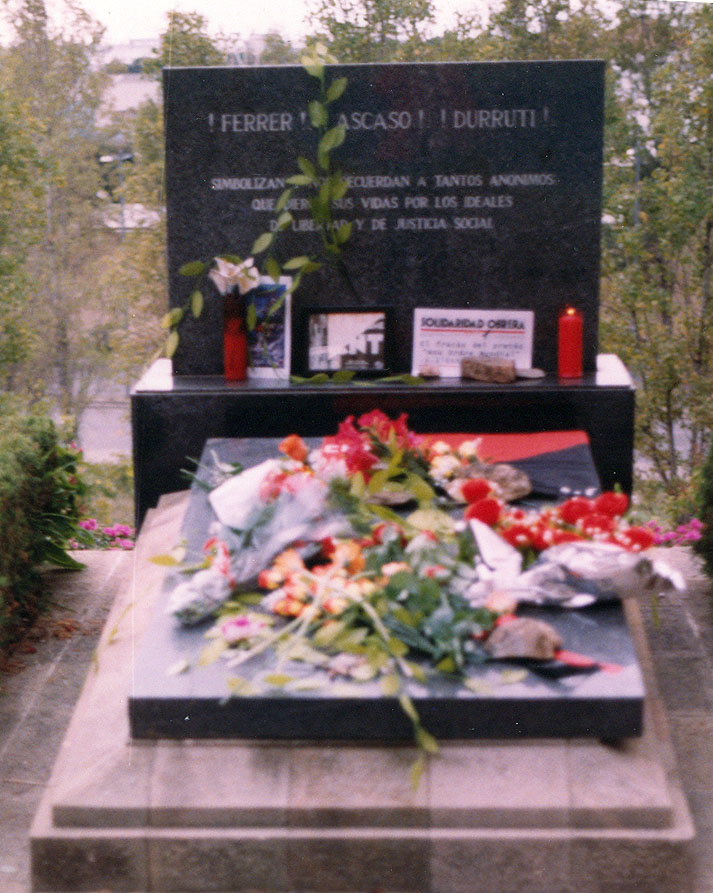
Cenotafi de Durruti al cementiri de Montjuïc

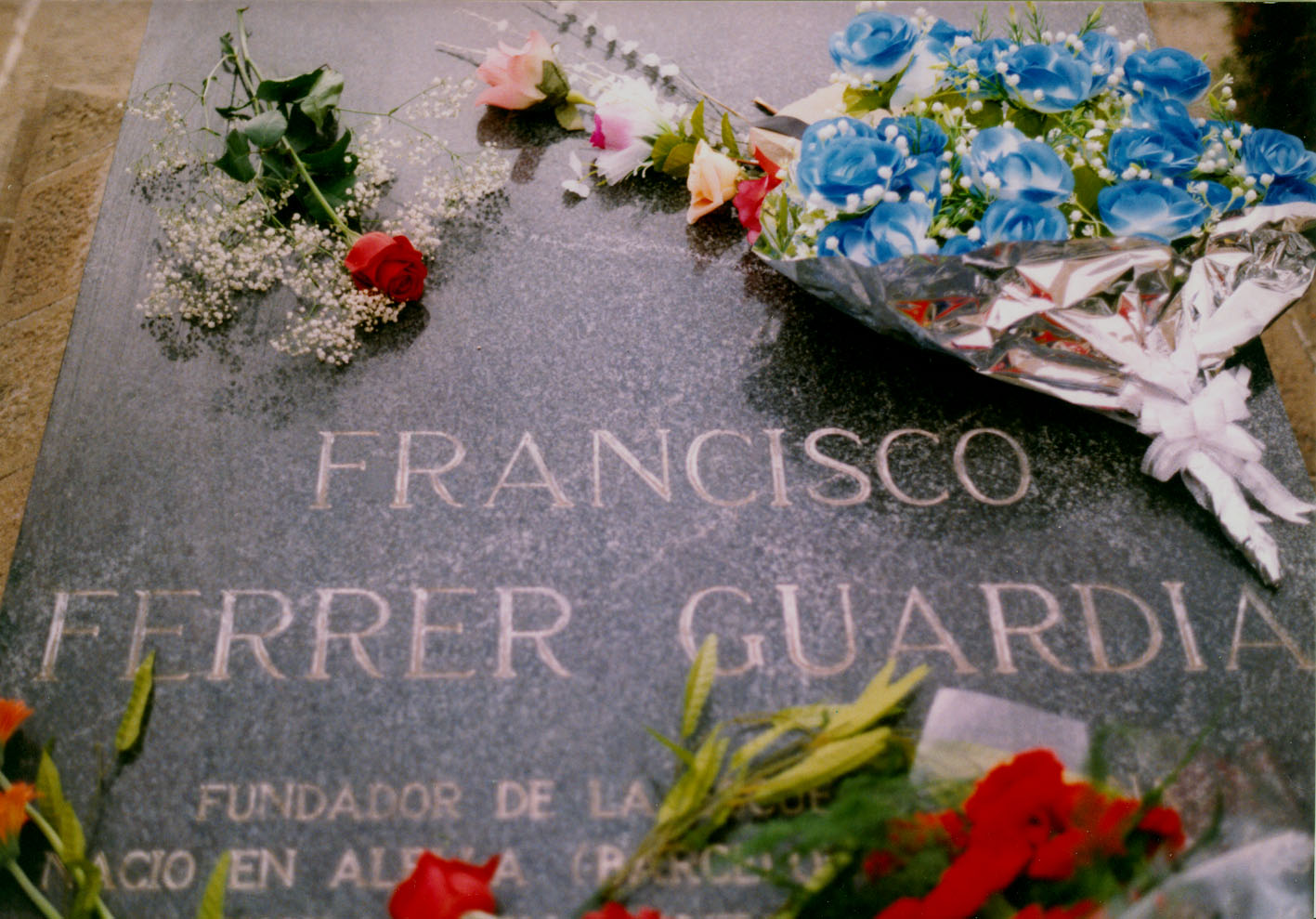
Cenotafi de Francesc Ferrer i Guàrdia

La necròpolis de Montjuïc ja no es pot expandir per falta d'espai, però tot i això segueix sent el cementiri més gran de la ciutat i continua fent-li servei. Per compensar la seva limitació d'expansió i satisfer les necessitats de Barcelona es construí la meganecròpoli de Collserola, inaugurada el 27 de juny de 1972. Aquest modern cementiri, encara que fa servei a la ciutat, queda en part fora del seu terme municipal per trobar-se entre els de Cerdanyola del Vallès, Barcelona i Montcada i Reixac.
Malgrat la limitació d'espai, el cementiri ha anat modernitzant les instal·lacions. S'hi pot trobar una sala de cremació, fonts d'aigua potable repartides pel recinte, localitzador electrònic de tombes, una línia d'autobús interna, jardins per a espargir i dipositar cendres, etc.
El 2008 començà un projecte en què el cementiri quedava obert al turisme, ja que és un patrimoni cultural i testimonial de la ciutat. Seguint el projecte de turisme funerari iniciat el 2004 al Cementiri del Poblenou, imitant París que promociona el seu cementiri de celebritats Père-Lachaise o Praga, que vol fer conèixer el bell cementiri jueu. Aquesta iniciativa vol donar a conèixer i apropar els nombrosos tresors arquitectònics no només al turista sinó també als ciutadans de Barcelona, que sovint desconeixen la història i l'estètica del cementiri.
El 2013 es va traslladar la Col·lecció de Carrosses Fúnebres de l'antiga seu de Cementiris de Barcelona a un nou espai ubicat a l'accés principal del cementiri de Montjuïc. D'aquesta manera el recinte funerari té un major valor patrimonial, ja que es tracta d'una col·lecció única a Europa.
Pedro Almodóvar hi rodà algunes escenes de la seva pel·lícula Todo sobre mi madre l'any 1999.

## Jaciments arqueològics
Dins el recinte del cementiri hi ha diferents jaciments de diferents èpoques: bronze, ibèric, romà i medieval.
El jaciment de l'edat del bronze es troba al vessant est del cementiri i al sud-oest del castell de Montjuïc, en una zona amb vegetació arbustiva i profundament modificada en la seva orografia original a causa de diversos esllavissaments de terres que es produïren al segle xix. En aquest indret s'havien recollit nombrosos fragments de ceràmica de pasta grollera fets a mà, de jaspi i de sílex. Presumiblement es tractava d'un assentament prehistòric i proper a una àrea d'extracció de jaspi a l'aire lliure. El material aparegut al jaciment (sector M 5), ens situa en un moment relacionat amb la transició del bronze final a la primera edat del ferro. El material arqueològic data de finals del segle VII aC a inicis del segle vi aC. La presència de bases planes, formes en "S" amb acabats pentinats i decoracions tals com, dobles cordons i algun fragment d'acanalat del tipus Estret, confirmen aquesta atribució cronològica. Actualment, aquesta zona es troba ocupada per Parcs i Jardins de l'ajuntament de Barcelona.
En la zona est del cementiri, en una àrea que formava un fort pendent que anava des dels voltants del castell del Port fins a l'antiga via de Magòria, es troba un jaciment ibèric. S'ha documentat una secció d'un mur, d'una amplada considerable -aproximadament d'1 metre-, format per pedres molt grans barrejades amb d'altres de mida mitjana, travades amb fang. Aquest mur, pel tipus de tècnica emprada (de pedra seca), i pel material que es va recollir, es va identificar com a ibèric. Pel que fa a la seva alçada, per la zona tallada del talús, es conservava una altura d'un metre i mig, mentre que a mesura que s'endinsava cap a dins del talús no excavat, perdia alçada. A més es va documentar un pou mort que tallava el mur. Aquest estava reforçat interiorment per superposició de fileres de pedres. Podrien pertànyer a un possible poblat ibèric ubicat en aquest lloc. Una altra hipòtesi és la possibilitat que es tractessin d'estructures relacionades amb el camp de sitges, potser una mena de tanca perimetral de tot el conjunt de sitges. D'altra banda, les parets ibèriques localitzades poden correspondre a un petit nucli, on s'establirien els administradors o vigilants de les sitges.
A l'extrem oest del cementiri, i a l'oest del Mirador de Migdia de la muntanya de Montjuïc, es troben les restes d'unes estructures romanes. Amb motiu dels treballs d'enjardinament de la zona es van dur a terme treballs de prospecció que van donar com a resultat la localització d'una àrea amb gran dispersió de materials arqueològics d'èpoques ibèrica i romana. Les estructures documentades conformen un àmbit quadrangular delimitat per tres murs (fets d'opus caementicium). Aquesta cambra formaria, molt probablement, part d'un establiment rural romà d'època tardorepublicana, com indica la cronologia del material consistent en ceràmiques comunes oxidades i reduïdes, ceràmica grollera de cuina, campaniana A i B, ceràmica sigil·lada itàlica, parets fines, àmfores del tipus Pascual 1, Dressel 2/4 i Dressel 7/11, llànties, dòlies i material constructiu com tègules, imbrices, pondus, metalls com claus de ferro i bronze i una moneda ibèrica, escòria de metall, fragments de marbre, vidre, restes de fauna tan terrestres com malacologia. Aquest material arqueològic proporciona una cronologia des de meitat del segle ii aC fins a principis del segle I dC. Actualment, la zona s'ha condicionat per a l'entrada al cementiri. Per l'aparició d'estructures arquitectòniques d'època romana a la part alta de Montjuïc, s'ha publicat com una vil·la romana. Però és difícil pensar en una vil·la romana, com a tal, a la muntanya de Montjuïc per la seva orografia. L'aparició de ceràmica ibèrica en aquesta zona, fan pensar en la proximitat amb el poblat ibèric al turó del Castell del Port.
Al nord del cementiri, damunt de la fossa comuna a l'agrupació 12-Sant Manel, es trobava un forn medieval. El forn constava de dues cambres sobreposades, la de foc i la de càrrega o cocció, amb graella divisòria i praefurnium. Tots els elements estaven retallats a la roca. De tiratge vertical, amb una sola entrada d'aire. La graella és de planta quadrangular (2,60 m x 2,60 metres) amb un gruix no inferior a 40 cm. Disposava setze forats en forma quadrada, quatre per quatre. La concepció de la cambra de foc respon a dues necessitats d'ordre tecnològic, suport de la graella i funció calorífica. Estava totalment excavada a la roca. La seva planta era de forma circular amb irregularitats. El diàmetre era de 3,30 metres. Les parets eren còncaves i el diàmetre màxim de 3,70 metres. La cambra estava dividida en dos compartiments per una mena de paret que fa la funció de columna o suport de la graella, i el seu gruix augmentava progressivament de dalt a baix, que passava de tenir 70 centímetres a 140 centímetres. El forn estava dedicat a la cocció de material constructiu d'època barroca. Actualment, el forn es va destruir per la construcció de més nínxols.

## Enterrats notables
Al llarg de la seva història el cementiri ha acollit personatges cèlebres de tota mena: polítics, literats, actors, personatges de societat, esportistes, criminals, artistes, arquitectes, eminències, que formen part ja de la memòria de Barcelona i de Catalunya. Aquí n'oferim alguns noms:
- Josep Ainaud i Sánchez (Alacant, 1868 – Barcelona, 1916), artista i actor
- Enric Ainaud i Sánchez (Alacant, 1875 – Barcelona, 1958), músic
- Manuel Ainaud i Sánchez (Barcelona, 1885–1932), pedagog i artista
- Alady, Carles Saldaña i Beut (València 1902 - Barcelona 1968), artista de music-hall
- Salvador Alarma i Tastàs (Barcelona, 1870 - 1941), decorador i escenògraf
- Joan Alavedra i Segurañas (Barcelona, 1896 - 1981), escriptor (agrupació 2, tomba menor 332)
- Irene Alba Abad (Madrid 1873 -Barcelona 1930), actriu (agrup. 10, nínxol columbari A 835)
- Leandre Albareda i Petit (Barcelona 1852 - 1912), arquitecte del cementiri (agrup. 5a, núm. 1)
- Isaac Albéniz (Camprodon 1860 - Kanbo, França 1909), músic (Via Sant Joan, agrup. 8a, tomba 20)
- Pere Aldavert (Barcelona 1850 - 1932), escriptor i periodista (Via Sant Josep, agrup. 3a, hipogeu romà d'Orient A 9)
- Mercedes de la Aldea (Barcelona 1932 - 1954), actriu
- Margarida Alfonso i Orfila (Barcelona, 1914 o 1915 - L'Ametlla del Vallès, 1991), pianista, compositora i professora de música (Via Sant Jordi, agrup. 7a, hipogeu 16).[cal citació]
- Francesc Alió i Brea (Barcelona, 1862 - 1908), compositor i pianista (ossari general)
- Maria Matilde Almendros i Carcasona (Manresa, 1922 - Barcelona, 1995), actriu i locutora de ràdio (agrup. 10a, nínxol col. 460)
- Concha Alós (València, 1927 - Barcelona, 2011), novel·lista en castellà (agrup. 7a, Via de Sant Jordi, nínxol 3.833, pis 6e)[cal citació]
- Joan Amades i Gelats (Barcelona, 1890 - 1959), folklorista (agrup. 3a, nínxol hipogeu 90)
- Antoni Amatller i Costa (Barcelona, 1851-1910), industrial xocolater, fotògraf i col·leccionista d'art (agrup. 4a, panteó núm. 35-43)
- Virgínia Amposta Amposta (Terra Alta, 1903 - Barcelona, 1939), activista política i sindical (al Fossar de la Pedrera, fossa comuna)
- Salvador Andreu i Grau (Barcelona 1841 -1928), el Doctor Andreu, empresari farmacèutic, promotor immobiliari i filantrop (agrup. 3a, arc cova 51)
- Madronita Andreu (Barcelona, 1895-1983), fotògrafa (agrup. 9a, panteó 1)
- Victoria de los Ángeles (Barcelona 1923 – 2005), soprano (Via Sant Oleguer, agrupació A, nínxol esp. 197, primer pis; la inscripció diu "Família Magriñà", la del seu marit)
- Ramon Aramon i Serra (Barcelona, 1907 – 2000), filòleg, secretari general de l'Institut d'Estudis Catalans (agrup. 14a, Pl. Montserrat, nínxol columbari B, pis 1, nínxol 1285)
- Núria Aramon i Stein (Barcelona, 1940 – 2020), filòloga (agrup. 14a, Pl. Montserrat, nínxol columbari B, pis 1, nínxol 1285)
- Eusebi Arnau i Mascort (Barcelona, 1863 - 1933), escultor
- Francisco Ariza Esparoner (Irún, 1912 - Barcelona, 1985), productor cinematogràfic, fundador d'Emisora Films[cal citació]
- Víctor Arriazu y Calleja (Barcelona 1935 - Puerto de la Cruz 1997), dibuixant (agrup. 3a, nínxol columbari B 8074)
- Josep Artís i Balaguer (Vilafranca del Penedès, Alt Penedès, 1875 — Barcelona, 1956), historiador del teatre i periodista (agrup. 12, nínxol col. B 2532)
- Rossend Arús i Arderiu (Barcelona 1845 - 1891), periodista, dramaturg i maçó (agrup. 1a, panteó 19)
- Francisco Ascaso (Almudévar, Osca, 1901 - Barcelona, 1936), polític i dirigent anarquista (agrup. 13a)
- Matilde Asquerino (Barcelona 1884-1968), actriu de teatre
- Miquel (Torregrossa, 1906 - Barcelona, 1936) i Josep Badia i Capell (Torregrossa, 1903 - Barcelona, 1936), polítics (agrup. 9a, tomba menor 181)
- Àngel Badia i Camps (Puig-reig, Berguedà, 1929 - Barcelona, 2019), pintor, il·lustrador i dibuixant de còmic (agrup. 7a, Via Sant Jordi, núm. 8.263)[cal citació]
- Antoni Maria Badia i Margarit (Barcelona, 1920 - 2014), filòleg i lingüista (agrup. 2, Via S. Jaume, nínxol hipogeu trapezoïdal 697)[8]
- Concepció Badia Millàs (Barcelona, 1897 – 1975), soprano (agrup. 9, hipogeu egipci 8, de Ricard Agustí)
- Enrique Badosa Pedro (Barcelona, 1927 – 2021), poeta, traductor i editor (agrup. 11a, nínxol columbari 2.624)
- Dionís Baixeras i Verdaguer (Barcelona, 1862 - 1943), dibuixant i pintor
- Víctor Balaguer i Esteve (Barcelona, 1921 - 1984), cantant de música popular (agrup. 12, nínxol columbari B 12)
- Manuel Baldrich i Tibau (Tarragona, 1911 - Barcelona, 1966), arquitecte i urbanista[9]
- Joan Barat i Creus (Barcelona, 1918 — 1996), poeta i novel·lista català (Agrup. 7a, Via Sant Jordi, nínxol columbari 2771)[10]
- Francisco Juan Barba Corsini (Tarragona, 1916 - Barcelona, 2008), arquitecte (Via Sant Jaume 11, tomba especial 229)
- Montserrat Baró i Sans (Barcelona, 1935 - 2017), religiosa de les Germanes de l'Assumpció, psicòloga i fundadora de l'Associació Catalana d'Integració i Desenvolupament Humà (agrup. 9a, Via S. Francesc, nínxol B 2820)[11]
- Ignasi Barraquer i Barraquer (Barcelona, 1884-1965), metge oftalmòleg (agrup. 3a, tomba menor A 423)
- Joaquim Barraquer i Moner (Barcelona, 1927 - 2016), oftalmòleg (agrup. 3a, tomba menor A 423, Via de la Misericòrdia)
- Armand Basi Sabi (Barcelona, 1924 - 2009) i Josep Basi, empresaris i dissenyadors tèxtils (agrup. 6, panteó 7)
- Bonaventura Bassegoda i Amigó (Barcelona, 1862 - 1940), escriptor i arquitecte (agrup. 6a, cip menor 36)
- Bonaventura Bassegoda i Musté (Barcelona, 1896 — 1987), arquitecte (agrup. 6a, cip menor 36)
- Joan Bastinos i Coll (Barcelona, 1816 – 1893) i Antoni Joan Bastinos i Estivill (Barcelona, 1838 – 1928), editors i llibreters (Via Sant Josep, agrup. 2a, panteó 31)
- Josep Maria Batista i Roca (Barcelona 1895-1978), historiador i polític (agrup. 10a, arc cova 8)
- Carme Bau Bonaplata (Barcelona, 1890 - 1972), soprano
- Bartomeu Bauzà (Vilafranca de Bonany, Mallorca, 1876 - Barcelona, 1943), editor (agrup. 9a, nìnxol columbari B 9470)
- Alfonso Bayard Ferrer-Vidal (Madrid, 1966 — Barcelona, 2014), actor (agrup. 2a, panteó 8)[cal citació]
- Hans Beimler (Múnic, 1895 - Madrid, 1936), membre de les Brigades Internacionals (Fossar de la Pedrera)
- Federico Beltrán Massés (Guaira, Cuba, 1885-Barcelona 1949), pintor
- Pere Benavent de Barberà i Abelló (Barcelona, 1899 - 1974), arquitecte i escriptor (agrup. 3a, Pl. Esperança, panteó 85)
- Mariano Beut Matínez (Madrid, 1895 - Barcelona, 1973), actor i cantant (agrup. 12, nínxol columbari B 5273)
- Carme Biada i Navarro (m. Barcelona, 1949), empresària, vídua d'Arturo Elizalde Rouvier i directora d'Elizalde entre 1925 i 1949 (agrup. 7, panteó 1, de la família Elizalde)
- Claudi Biern Boyd (Palma, 1940 - Barcelona, 2022), productor, guionista i director de sèries d'animació (agrupació 13, departament II, tomba menor 3, núm. 201[12])
- Gustau Biosca i Pagès (Hospitalet de Llobregat, 1928 -Barcelona, 2014), futbolista del FC Barcelona[13]
- Luis G. de Blain (Cuevas de Almanzora, Almeria, 1916 - Barcelona, 2001), guionista radiofònic i cinematogràfic (agrup. 3a, nínxol col. 1281)
- Ramón Blanco de Erenas (Sant Sebastià 1833 – Madrid 1906), militar, capità general de Cuba i Filipines, i de Catalunya (agrup. 2a, tomba 14b)
- Daniel Blanxart i Pedrals (Olesa de Montserrat, 1884 - Barcelona, 1965), enginyer industrial, renovador de l'ensenyament tèxtil i musicòleg (agrup. 10a, nínxol columbari A, núm. 1960).
- Jesús Blasco (Barcelona 1919-1995), dibuixant d'historietes (Secció Sant Agustí, agrup. 14, tomba 207)
- Joaquim Blume i Carreras (Barcelona 1933 - Conca 1959), gimnasta (Via Sma. Trinitat, agrup. 12a, nínxol 1568)
- Teresa Boada i Vilallonga (Barcelona 1915 - 2011), bibliotecària (agrup. 9a, nínxol col. B 2399)
- Antoni de Bofarull i de Brocà (Reus, 1821 - Barcelona, 1892), historiador, arxiver i escriptor
- Jaume Bofill i Mates, Guerau de Liost (Olot, 1878 - Barcelona, 1933), escriptor, poeta i polític (agrup. 9a, nínxol hipogeu 608)
- Xesco Boix (Barcelona 1946 - Malgrat de Mar 1984), cantautor infantil (Via Sant Francesc, agrup. 9a, arc cova 25)
- Oriol de Bolòs i Capdevila (Olot, 1924 - Barcelona, 2007), botànic (agrup. 7a, hipogeu 9)
- Antoni Bonet i Castellana (Barcelona, 1913 - 1989), arquitecte, urbanista i dissenyador (agrup. 9a, panteó 135)
- Francesca Bonnemaison (Barcelona 1872 - 1949), mecenes i promotora del feminisme (Via Santa Eulàlia, agrup. 1a)
- Vicent Borràs Abellà (València, 1867-Barcelona, 1945), pintor valencià (agrup. 9, nínxol columbari 7001)
- Juli Borrell i Pla (Barcelona, 1877 - 1957), pintor i muralista
- Josep Maria Bosch i Aymerich (Girona, 1917-Barcelona, 2015), arquitecte i empresari (agrupació VI, panteó 20)[14]
- Ferenc Oliver Brachfeld (Budapest, 1908 - Quito, 1967), literat, psicòleg, traductor i editor hongarès.
- Lluís Bru i Salelles (Ondara, 1868 – Barcelona, 1952), mosaïcista i escenògraf modernista (agrup. 6, Via S. Sever, nínxol 45)
- Emili Brugalla i Turmo (Barcelona 1901 - 1987), enquadernador (agrup. 9a, nínxol col. B 251)
- Pantaleó Bruguera Grané (Barcelona, 1910 - 1962), editor, propietari d'Editorial Bruguera (agrup. 3a, Via Misericòrdia, Columbari A Num. Romana R-85)[15]
- Francisco Bruguera Grané (Barcelona, 1912 - 1990), editor, propietari d'Editorial Bruguera (agrup. 3a, Via Misericòrdia, Columbari A Num. Romana R-85)[15]
- Gaietà Buïgas i Monravà (Barcelona, 1851 - 1919), arquitecte
- Joaquim Buïgas i Garriga (Barcelona, 1886 - 1963), editor i autor de còmic, fundador de la revista TBO
- Francesc Xavier Bultó i Marquès (Barcelona, 1912 - 1998), empresari, fundador de les empreses Montesa i Bultaco
- Álvaro Bultó i Sagnier] (Barcelona, 1962 – Lauterbrunnen, Cantó de Berna, 2013) esportista extrem, aventurer, presentador de TV[cal citació]
- Joaquim Buxó Dulce d'Abaigar, marquès de Castellflorite (Badalona, 1905 – Barcelona, 1979), economista, polític, president de la Diputació de Barcelona (agrup. 3a, tomba especial 629)
- Joan Cabot i Amigó (- Barcelona, 1925), joier (agrup. 4a, hipogeu)
- Mario Cabré (Barcelona 1916 - 1990), torero, actor i poeta (Vía Sant Jordi, agrup. 7a, tomba 349)
- Anna Cabré i Esteve, ballarina (Via Sant Jordi, agrup. 7a, tomba 349)
- Ramon Calsina i Baró (Barcelona, 1901 - 1992), pintor i dibuixant (agrup. 2a, nínxol hipogeu 224)
- Francesc Cambó (Verges, Baix Empordà, 1876 - Buenos Aires, Argentina, 1947), polític i mecenes cultural (agrup. 3a, panteó 40)
- Rafael Campalans (Barcelona 1887 - Torredembarra 1933), polític i professor, fundador de la Unió Socialista de Catalunya (agrup. 3a, panteó 12)
- Luisa Campos (Madrid, 1864 - Barcelona, 1946), actriu i soprano de sarsuela[cal citació]
- Paco Candel (Casas Altas, Racó d'Ademús, 1925 - Barcelona, 2007), escriptor i periodista (agrup. 9a, nínxol columbari B 11127)
- Ferran Canyameres i Casamada (Sant Pere de Terrassa, 1898 - Barcelona, 1964), escriptor. (Agrupació 14, Via de la Immaculada, Columbari B, pis 3r, número B-722)
- José Capilla Beltrán (Xàtiva, 1897 - Barcelona, 1963), escriptor i periodista, biògraf d'Azorín[16]
- Mercè Capsir i Vidal (Barcelona, 1899 - Suzzara, Llombardia, 1969), soprano (Via Sant Oleguer, agrup. 5a, tomba menor 63)
- Delmir de Caralt i Puig (Barcelona, 1901 - 1990), realitzador i col·leccionista cinematogràfic, industrial (agrup. 4a, panteó 5)
- Teresa Carbonell i Nonell (Barcelona, 1899 - 1996), actriu
- Josep Carner (Barcelona 1884 - Brussel·les 1970), escriptor (Via Santa Eulàlia 3, agrup. 3a, tomba A-363)
- Manuel Carrasco i Formiguera (Barcelona, 1890 - Burgos, 1938), polític (agrup. 9a, tomba menor 192)
- Joan Carrera i Planas (Cornellà de Llobregat, 1930 - Barcelona, 2008), clergue i bisbe auxiliar de Barcelona (agrup. 9a, tomba menor 3 390)
- Jaume Carrera i Pujal (Centelles, Osona, 1895 - Barcelona, 1961), periodista i historiador (agrup. 3, nínxol col. 4061)
- Alberto Carsí Lacasa (València, 1876 - Perpinyà, 1960), enginyer i geòleg, activista pacifista, federalista i anarcosindicalista.
- Assumpció Casals i Rovira (Barcelona, 1896 − 1975), actriu
- Joan Casanellas i Ibars (Barcelona 1904 - 1986), polític (agrup. 9a. panteó 77)
- Enric Casanovas i Roy (Barcelona, 1882 - 1948), escultor (agrup. 2a, nínxol hipogeu 689)
- Ramon Casas (Barcelona, 1866 - 1932), pintor (Vía Santa Eulalia, agrupació 3a, tumba menor A, 322, amb la inscripció "Família Casas").
- Oriol Casassas i Simó (Sabadell, 1923 – Barcelona, 2012), metge pediatre (agrup. 12a, Jardí dels Aromas, 380)
- Nicolau Casaus (Mendoza, Argentina, 1913 - Castelldefels, 2007), directiu del F.C. Barcelona (agrup. 11, nínxol col. 13350)
- Gaspar Cassadó i Moreu (Barcelona, 1897 – Madrid, 1966), violoncel·lista i compositor[17] (agrup. 11. Via St. Jaume, nínxol 7461, pis 1)
- Ricard Causaràs Casaña (València, 1875 - Barcelona, 1953), escultor, pintor, inventor aeronauta (agrup. 9a, nínxol 15655)
- Ildefons Cerdà (Centelles, 1815 – Caldas de Besaya, Cantàbria, 1876), urbanista i enginyer (agrup. 3a, panteó 52)
- Modesto Cid (Ourense, 1879 - Barcelona, 1954), baríton i actor de cinema (agrup. 12a, nínxol columbari B, núm. 845, pis 4t)
- Guillem Cifré i Figuerola (Traiguera, Baix Maestrat, 1922 - Barcelona, 1962), dibuixant d'historietes
- Alexandre Cirici i Pellicer (Barcelona, 1914 - 1983), historiador i crític de l'art (agrup. 3a, cip menor 49)
- Josep Maria Cisquella (Barcelona, 1955-2010), pintor (Via Sant Francesc, agrup. II, núm. 52)[18]
- Aleix Clapés i Puig (Vilassar de Dalt, 1850 - Barcelona, 1920), pintor modernista simbolista
- Josep Clarà (Olot, 1878 – Barcelona, 1958), escultor (Via Sant Oleguer, agrup. 4a, núm. 50)
- Francisco Codoñer Pascual (València, 1897 - Barcelona, 1989), músic, i Mercedes Belenguer Machancoses, poetessa, autors de cançons populars (Via Santa Eulàlia, agrup. III, pis 3r, nínxol 7.137)
- Teresa Claramunt i Creus (Sabadell, 1862 - Barcelona, 1931), dirigent anarcosindicalista (a la fossa comuna, procedent del nínxol d'Amàlia Domingo, on havia estat enterrada)
- Miquel Coll i Alentorn (Barcelona, 1904 - 1990), historiador i polític (agrup. 3a, tomba major 7)
- Josep Coll i Coll (Barcelona, 1923 - 1984), dibuixant i guionista de còmic (agrup. 14a, nínxol col. 2665)
- Pere Collaso i Gil (l'Havana, 1813 – Barcelona, 1887), polític i empresari (Via Sant Josep, agrup. 2a, 2A-48/51)
- Josep Collaso i Gil (Barcelona, 1857 - 1926), empresari, alcalde de Barcelona (Via Sant Josep, 2A-48/51)
- Joan Comorera i Soler (Cervera, 1894 - Burgos, 1958), polític, fundador del PSUC (Fossar de la Pedrera)
- Lluís Companys (el Tarròs, Tornabous, 1882 – Barcelona, 1940), polític, al fossar de la Pedrera
- Teresita Conesa (València, 1889 - Barcelona, 1906), cupletista, assassinada per una rival
- Miquel Consegal, atleta (Via Sant Francesc, agrup. 7a, nínxol hipogeu 175)
- Gaietà Cornet i Palau (Barcelona, 1878 - 1945), enginyer, dibuixant i caricaturista (agrup. 2a, nínxol hipogeu 422)
- Joan Coromines i Vigneaux (Barcelona, 1905 — Pineda de Mar, 1997), filòleg i lexicògraf (agrup. 3a, cip menor 22)
- Rafael Cortiella Juancomartí (Barcelona, 1931 - 2019), Autor de còmic (agrup. 14a, Via Mare de Déu de la Mercè, núm. B-621)[cal citació]
- Francesc Costa i Carrera (Barcelona, 1891 - 1959), violinista i professor de música
- Vicent Costa i Nogueras (Alcoi, Alcoià, 1852 – Barcelona, 1919), compositor i pianista[cal citació]
- Joan Crexell i Playà (Barcelona, 1946 — 1994), historiador i bibliògraf (agrup. 3a, tomba menor 236)
- Joan Crexells i Vallhonrat (Barcelona 1896 - 1926), escriptor i intel·lectual (Via Sant Joan, agrup. 9a, panteó 95)[cal citació]
- Lluïsa Denís, escriptora (Via Santa Eulàlia, agrup. 1a)
- Derkas, Manuel Izquierdo Vivas (Filipines, 1889 - Barcelona, 1948), transformista i actor
- Fernando Díaz Gilés (Sevilla, 1887 - Barcelona, 1960), músic, autor de sarsueles
- Guillem Díaz-Plaja i Contestí (Manresa, 1909 - Barcelona 1984), escriptor i assagista
- Amalia Domingo Soler (Sevilla, 1835 - Barcelona, 1909), escriptora espiritista (Via Sant Carles, agrup. 13a, nínxol 35)
- Manuel Duran i Bas (Barcelona, 1823 - 1907), jurisconsult i polític (agrup. 3a, hipogeu romà d'Orient A 17)
- Buenaventura Durruti, polític (agrup. 13a)
- Llàtzer Escarceller, actor
- Agustí Esclasans i Folch (Barcelona, 1895 - 1967), escriptor i poeta (agrup. 14, nínxol 2994)
- Antonio Escobar Huertas (Ceuta, 1879 - Barcelona, 1940), militar, general de l'exercit republicà
- Josep Espasa i Anguera (La Pobla de Cérvoles, 1840 - Barcelona, 1911), editor (agrup. 2a, tomba menor 47)?
- Joan Espasa i Escayola (Barcelona, 1875 – 1930), metge i editor (Via Sant Francesc, agrupació 9a, arc cova 35)
- Josep Espasa i Escayola (Barcelona, 1874 - 1949), editor (agrup. 2a, tomba menor 46)
- Maria Espinalt i Font (Barcelona, 1910 - 1981), soprano (agrup. 3a, nínxol columbari B 7267)?
- Laly Espinet Borràs, Andrea Albani, actriu pornogràfica (Via Sant Pau 2a, nínxol cinerari 5, 5è pis)
- María Rosario Espinosa de los Monteros, locutora de ràdio (Via Sant Salvador, agrup. 14a, nínxol col. 7960)
- Jaume Espona i Brunet (Barcelona, 1888- 1958), industrial, col·leccionista d'art, bibliòfil i mecenes (agrup. 3a, arc cova 172)
- Antonio Eulate y Fery (Ferrol, 1845 - Barcelona, 1932), marí, capità del Vizcaya durant la Guerra d'Independència cubana (1895-1898).
- Will Faber (Saarbrücken, Imperi Alemany, 1901 — Barcelona, 1987), pintor, vitrallista i dissenyador gràfic (agrup. 9a, nínxol columbari B 4011)
- Elsa Fàbregas, actriu de doblatge (agrup. 10a, nínxol hipogeu 391)
- Emili Fàbregas i Berenguer Senyor Dalmau, actor (agrup. 11a, nínxol col. 7277)
- Josep Maria Fargas i Falp (Barcelona, 1926 - 2011), arquitecte (agrup. 6a, tomba menor 251)
- Carlos Fenoll Felices (Oriola, 1912 - Barcelona, 1972), poeta valencià en castellà[cal citació]
- José María Fernández Colavida (Tortosa, 1819 - Barcelona, 1888), espiritista i traductor (Via Sant Carles, agrup. 13a, hipogeu)
- Ángel Fernández Franco el Torete, delinqüent i actor (Via Sant Jaume, agrup. XI, nínxol 1100, 4t pis)
- Antonio Fernández Soriano (Casas-Ibáñez, Albacete, 1827 - Barcelona, 1916), fotògraf, conegut com a Napoleón (Via Santa Eulàlia, tomba 14)
- Jaume Ferran i Clua (Corbera d'Ebre, la Terra Alta, 1851 - Barcelona, 1929), metge i científic (agrup. 3a, panteó 282)
- Francesc Ferrer i Guàrdia (Alella, 1859 - Barcelona, 1909), pedagog (agrup. 13a)
- Carles Ferrer i Salat (Barcelona, 1931 - 1998), economista, esportista i dirigent esportiu (agrup. 1a, arc cova 28)
- Lluís Ferrer-Vidal i Soler (Barcelona, 1861 - 1936), empresari, mecenas i polític
- Antoni Figueras i Cerdà (Palma, Mallorca, 1866 - Esparreguera, 1933), mecenes, fundador de les Escoles Caterina Figueras
- Alfons Figueras i Fontanals (Vilanova i la Geltrú, 1922 - Barcelona, 2009), guionista i dibuixant de còmics (agrup. 12a, nínxol columbari A 1889)
- Carles Flavià i Pons (Barcelona, 1945 - 2016), actor i humorista (agrup 9a, nínxol columbari B 2897)
- Adolf Florensa i Ferrer (Lleida, 1889 - Barcelona, 1968), arquitecte
- Marta Flores, actriu (Via de Santa Eulàlia, agrup. 3a, 3250, 5è pis)
- Armand de Fluvià i Escorsa (Barcelona, 1931 - 2024), genealogista i heraldista, pioner del moviment d'emancipació gai (Via Sant Jordi, agrup. 6a, sepultura 23)
- Josep Maria Folch i Torres (Barcelona, 1880 - 1950), novel·lista, narrador i autor teatral (agrup. 7a, nínxol columbari B 532)
- José María Fonollosa (Barcelona, 1922 – 1991), poeta en castellà (agrup. 6a, nínxol 1.791)[cal citació]
- José F. Fonrodona, primera persona enterrada al cementiri, antic alcalde de Matanzas (Via Sant Josep, agrup. 3a)
- Norbert Font i Sagué (Barcelona, 1874 - 1910), geòleg, espeleòleg, naturalista, sacerdot i escriptor (Via Sant Joan)
- Eduard Fontserè i Riba (Barcelona, 1870 - 1970), meteoròleg, astrònom i sismòleg
- Marià Foyé i Ràfols (Barcelona, 1904 - 1937), periodista i aviador, pioner del vol sense motor (agrup. 4I, hipogeu 17)
- María Francés García (Tudela, 1887-Barcelona, 1987), actriu
- Hertha Frankel (Viena, 1913 - Barcelona, 1996), titellaire i actriu de varietats (Via Sant Jordi, agrup. 6a, tomba 39)
- Rosa Galcerán i Vilanova (Barcelona 1917 - 2015), una dibuixant i publicista (agrup. 12a, nínxol columbari B 450)
- Josep Gallach i Torras (Barcelona, 1872-1928), editor, fundador de l'Instituto Gallach de Librería y Ediciones
- Joan Gamper, esportista, fundador del F. C. Barcelona (agrup. 13a, tomba 156)
- Artur Garcia Fossas (Igualada, 1860 - Barcelona, 1944), empresari i mecenes (agrup. 9a, arc cova 32)
- Pau Gargallo (Maella, Matarranya, 1881 - Reus, 1934), escultor (agrup. 9a, tomba menor 41)
- Miguel Gargallo Lázaro (Gargallo, Osca, 1947 - Barcelona, 2018), empresari hoteler (Panteó Gargallo Llaquet)
- Josep Garí i Gimeno (Barcelona 1886 — 1965), banquer, de la banca Arnús-Garí
- Manuel Gas Salvador (Madrid, 1905 - Barcelona, 1995), baríton, i el seu fill el músic Manuel Gas i Cabré (Via Sant Jordi, agrup. 7a, tomba 349)
- Gaziel (Agustí Calvet i Pascual) (Sant Feliu de Guíxols, 1887 - Barcelona, 1964), escriptor i periodista (ossari general)
- Pepeta Gelabert (Barcelona, 1904-1977), actriu teatral
- Pompeu Gener i Babot (Barcelona, 1848 - 1920), escriptor (agrup. 2a, nínxol col. 250)
- Emili Gil Vernet (Vandellòs, 1905 - Barcelona, 1970), ginecòleg
- Salvador Gil i Vernet (Vandellòs, 1892 — Barcelona, 1987), metge (agrup. 14a, nínxol col. B 763)
- Gustau Gili i Roig (Irun, 1868 — Barcelona, 1945), editor i col·leccionista d'art (agrupació 7a, arc cova 69)
- Gustau Gili i Torra (Barcelona, 1935-2008), editor (Via S. Jordi, agrup. 7a, arc cova 69)[19]
- Enric Giménez i Lloberas (Barcelona, 1866 - 1939), actor i director teatral
- Francesc Gòdia i Sales (Barcelona, 1921 - 1990), pilot de Fórmula 1, col·leccionista d'art (agrup. 3a, tomba especial 71)
- Carles Godó i Pié (Igualada, 1834 - Teià, 1897) i família, polítics i empresaris, fundador del diari La vanguardia (Via Sant Francesc, agrup. 8a, núm. 6)
- Helios Gómez (Sevilla 1905 – Barcelona 1956), pintor gitano, cartellista
- Miquel González i Sugranyes (Tarragona, 1838 - Barcelona, 1924), polític, alcalde de Barcelona i historiador.
- La Goyita, Pepita Ramos Ramos (Barcelona, 1890-1970), cupletista
- José Agustín Goytisolo (Barcelona 1928 - 1999), escriptor (Via Sant Pere, agrup. 1a, panteó 17)
- Adrià Gual (Barcelona, 1872 - 1943), escriptor, dramaturg i director de teatre, fundador de l'Institut del Teatre (agrup. 2a, tomba menor 346)
- José Luis Guarner Alonso (Barcelona, 1937-1993), crític i historiador cinematogràfic (agrup. 9a, nínxol col. E 539)
- Rosalia Guilleumas i Brosa (Barcelona, 1924 - 2007), bibliotecària, filòloga (agrup. 2a, nínxol hipogeu 236)
- Àngel Guimerà (Santa Cruz de Tenerife, 1845 – Barcelona, 1924), escriptor (Via Sant Josep, agrup. 3a, hipogeu romà d'Orient 9)
- Enric Guitart i Matas (Barcelona 1909 - 1999), actor de teatre i de cinema (agrup. 9a, nínxol col. B 7223)
- Enric Guitart i Soldevila (Barcelona, 1863 - 1933), actor i director teatral
- Joaquim Homs i Oller (Barcelona, 1906 - 2003), compositor (agrup. 8a, Via Sant Francesc, panteó 13)
- Josep Maria Huertas i Ventosa (Barcelona, 1907-1967), periodista, editor i guionista d'historietes
- Josefina Huguet i Salat (Barcelona, 1871 - 1950), soprano lleugera (agrup. 9a, nínxol columbari B 2280)
- Moisés Iglesias Arza (Logronyo, 1876 - Barcelona, 1949), cantant d'òpera
- Sixte Illescas i Mirosa (Barcelona, 1903 - 1986), arquitecte (agrup. 3a, nínxol columbari B 4354)
- Elvira Jofre (Barcelona 1910 - 1998), actriu i dobladora (agrup. 7a, nínxol col. B 1011)
- Johnson, Francisco Barnaba Manes (Buenos Aires, Argentina, 1916 - Barcelona, 1981), artista de varietats argentí, estrella d'El Molino (Via Sant Jaume, agrup. X, pis 2, núm. 2060)
- Jaume Juez Xirinius, dibuixant i historietista (ossari general)
- Josep Maria Jujol i Gibert (Tarragona, 1879 – Barcelona, 1949), arquitecte i dissenyador (Via Sant Francesc, agrupació II, nínxol 3048)
- Emili Juncadella i Vidal (Barcelona, 1885-1936), aristòcrata, aficionat a la fotografia, col·leccionista d'armes, polític (agrup. 5a, núm. 23)
- Josep Maria Junoy i Muns (Barcelona 1887 - 1955), periodista, poeta i dibuixant (agrup. 1a, nínxol columbari 26)
- Oleguer Junyent i Sans (Barcelona, 1876 – 1956), escenògraf, pintor, cartellista, col·leccionista
- Janko Polić Kamov (Rijeka, 1886 – Barcelona, 1910), poeta i escriptor croat, enterrat en una tomba sense nom
- Artur Kaps (Viena, 1912 - Barcelona, 1974), director i autor teatral (Via Sant Jordi, agrup. 6a, tomba 39)
- Carme Karr i Alfonsetti (Barcelona, 1865 – 1943) escriptora, feminista i musicòloga
- Sandor Kocsis (Budapest, 1929 - Barcelona, 1979), futbolista (fins al 2012: nínxol 2.062 del columbari B; traslladat a Budapest)
- Carmen Kurtz (Barcelona, 1911-1999), escriptora (Via Sant Josep, agrup. 2a, hipogeu egipci núm. 42)
- José Manuel Lara Hernández (El Pedroso, 1914 - Barcelona, 2003), editor, fundador de Planeta (agrup. 3a, panteó 45 Pl. de l'Esperança)[20]
- José Manuel Lara Bosch (Barcelona, 1946 – 2015), empresari editor català, president de Grupo Planeta i d'Atresmedia (agrup. 3a, panteó 45 Pl. de l'Esperança).[20]
- Josep Laribal Lastortras, jurista i periodista
- Joan de Lasarte i Karr, enginyer
- Francesc Layret i Foix (Barcelona, 1880 - 1920), polític i advocat obrerista (agrup. 13a, nínxol 242)
- Hipòlit Lázaro (Barcelona, 1887-1974), tenor operístic (Via Sant Jordi, agrup. 6a, sarcòfag 17)
- Pere Llibre i Bas (Cardedeu, 18-- - Barcelona, 1907), pastisser i promotor artístic (agrup. 1a, panteó 7)[21]
- Mercè Llimona i Raymat (Barcelona 1914 - 1997), il·lustradora (agrup. 7a, Via S. Jordi, hipogeu 33)[22]
- Lluís Llongueras (Esparreguera, 1936 - Barcelona, 2023), renovador de la perruqueria i artista (agrup. 9a, Via de Sant Pere, panteó 26[23])
- Jordi Longarón (Barcelona, 1933 – 2019), dibuixant, historietista i pintor (agrup. 5a, Via Sant Oleguer, núm. 6.359)[cal citació]
- Innocenci López i Bernagossi (Girona, 1829 - Barcelona, 1895), llibreter i editor
- Antoni López i Benturas (1861-1931), llibreter i editor
- Graciano López Jaena (Jaro, Iloilo, Filipines, 1856 - Barcelona, 1896), periodista i defensor de la independència filipina (
- Gregorio López Raimundo (Tauste, Aragó, 1914 - Barcelona, 2007), polític comunista (Via de Sant Jordi, agrup. 7, columbari B, nínxol 2.894)
- Anselmo Lorenzo Asperilla (Toledo 1841 - Barcelona 1914), tipògraf i polític, teòric i dirigent anarquista
- Francesc Macià (Vilanova i la Geltrú, 1859 - Barcelona, 1933), polític, primer president de la Generalitat moderna (Plaça de la Fe, agrupació 9a, panteó)
- Madame Arthur (Modesto Mangas Mateos) (Villavieja de Yeltes, província de Salamanca, 1923 - Barcelona, 1999), artista de varietats, pioner del travestisme (agrup. 14a, Pl. Montserrat, pis 5, nínxol 3713)[cal citació]
- Josep Madern (Barcelona, 1951-1994), actor, parella de Jaime Gil de Biedma (agrup. 9a, nínxol 8048)
- Pascual Madoz (Pamplona 1806 - Gènova 1870), polític, governador civil de Barcelona, ministre espanyol d'Hisenda i autor del Diccionario geográfico-estadistico-historico de España (agrup. 5a, panteó 31; restes portades en 1904 des del Cementiri Vell)
- Manuel Malagrida i Fontanet (Olot, 1864 – Barcelona, 1946), empresari del ram del tabac i promotor de l'Eixample d'Olot (agrup. 3a, núm. 91)
- Josep Maria Mallol i Suazo (Barcelona, 1910 - 1986), pintor (agrup. 11, nínxol 4.751)[cal citació]
- Joan Mañé i Flaquer (Torredembarra, 1823 - Barcelona, 1901), periodista i escriptor
- Joan Manén, músic i violinista (agrup. 12a, panteó 6)
- Daniel Mangrané i Mangrané (Tortosa, 1910 − Barcelona, 1985), cineasta i director de cinema (agrup. 7a, hipogeu 61)
- Susana March Alcalá (Barcelona, 1918- 1991), escriptora, poeta i novel·lista (agrup. 7a, nínxol col. B 1588)
- Joaquim Marco i Revilla (Barcelona, 1935 - 2020), poeta i assagista (agrup. 11a, Via Sant Jaume, nínxol columbari 1142, pis 2)[24]
- Ramon Margalef i López (Barcelona 1919 - 2004), biòleg i ecòleg (agrup. 8a, tomba menor 46)
- Joan Margarit i Consarnau (Sanaüja, 1938 – Sant Just Desvern, 2021), poeta i arquitecte (agrup. 9a, nínxol 1.342, illa Sant Francesc)[cal citació]
- Maria Marín (San Fernando, Cadis, 1860 - Barcelona, 1930), activista republicana i mestra (a la fossa comuna)
- Antoni Marquès i Puig (Barcelona, 1897- 1944), compositor, pianista i crític musical[cal citació]
- Josep Maria Marquès i Puig (Barcelona, 1891 - 1950), pintor (agrup. 9a, pis 1r, Via Sant Joan, nínxol 245)[cal citació]
- Enriqueta Martí, assassina en sèrie, il·localitzable, fossa comuna
- Ramon Martí i Alsina (Barcelona, 1826 - 1894), pintor realista (agrup. 6a, nínxol columbari B 2319)
- Rafael Martín "el Zorro" (Almadén, Ciudad Real, 1931 - Barcelona, 1958), torero
- Eulogio Martínez, esportista (Via Sant Antoni Abat, agrup. 12a, nínxol col. B 2956)
- Rafael Martínez Valls (Ontinyent 1887 - Barcelona 1946), músic (agrup. 3a, nínxol hipogeu 22)
- Bernardí Martorell i Puig (Barcelona, 1877 - 1937), arquitecte (agrup. 3a, hipogeu A 7)?
- Adolf Mas i Ginestà (Solsona, Solsonès, 1860 - Barcelona, 1936), fotògraf (ossari general)
- Francesc Masclans i Girvès (Barcelona, 1905 - 2000), botànic (agrup. 3a, nínxol col. B 9866)
- Josep Masdéu i Puigdemasa (Barcelona, 1851 - 1930), mestre d'obres.
- Josefina Mateu Ibars (Barcelona, 1932 - 2015), paleògrafa i historiadora (agrup. 12a, nínxol columbari B 2226)
- Miquel Mateu i Pla (Barcelona, 1898 - 1972), financer, empresari i polític català, alcalde de Barcelona i col·leccionista d'art
- Armand Matias i Guiu, autor dramàtic, guionista radiofònic i escriptor de literatura infantil (Via Sant Francesc, agrup. 9a, nínxol 2799, pis 3r)
- Ana María Matute Ausejo (Barcelona, 1925 – 2014), novel·lista (agrup. 12a, tomba menor 4)??
- Manuel Maucci (m. Barcelona, 1936), editor (Via Sant Oleguer, agrupació 5a, panteó 34)
- Lluís Meléndez Gardeñas (Barcelona, 1900 – 1971), atleta especialitzat en marxa, entrenador, periodista i directiu esportiu (agrup. 12, Via Sant Manel, nínxol 6181, primer pis)[25]
- Francisco Melgares Prado (Madrid, 1906 - Barcelona, 1951), actor
- Raquel Meller (Tarassona, 1888 - Barcelona, 1962), cantant cupletista i actriu (Via Sma. Trinitat, agrup. 11a, tomba menor 190, nom de Francisca Marqués López)
- Apel·les Mestres (Barcelona 1854-1936), escriptor i dibuixant (Via Sant Oleguer, agrup. 5a, panteó 108)
- Joan Mestres i Calvet (Barcelona, 1871 - 1955), empresari teatral, director del Gran Teatre del Liceu entre 1915 i 1947
- Josep Maria Millàs i Vallicrosa (Santa Coloma de Farners, la Selva, 1897 - Barcelona, 1970), historiador i filòleg arabista (agrup. 9a, nínxol col. B 4154)
- Lluís Millet, músic, cofundador de l'Orfeó Català (agrup. 7a, tomba menor 273)
- Anna Miquel (Barcelona, 1949 - 2015), pintora (agrup. 3a, panteó 310)
- Víctor Mira, artista (agrup. 3a, nínxol 877)
- Xavier Miserachs i Ribalta (Barcelona, 1937 - Badalona, 1998), fotògraf (agrup. 2a., Via S. Josep, nínxol 814)[26]
- Joan Miró (Barcelona 1893 - Palma 1983), pintor i escultor (agrup. 9a, arc cova 33)
- Amalia Molina (Sevilla, 1881 - Barcelona, 1956), ballarina i cantant folklorica, actriu (agrup. 12a, nínxol col. B 4190)?
- Frederic Mompou i Dencausse (Barcelona 1893-1987), músic (agrup. 9a, tomba menor 110)
- Josep Mompou i Dencausse (Barcelona 1888 - Vic 1968), pintor (agrup. 9a, tomba menor 110)
- Josep Monegal i Nogués (Barcelona, 1854-1931), empresari cotoner i alcalde de Barcelona (agrup. 4a, núm. 19, panteó Família Monegal)
- Esteve Monegal i Prat (Barcelona, 1888-1970), escultor i empresari, fundador de Myrurgia (agrup. 4a, núm. 19)
- Dolors Monserdà i Vidal (Barcelona, 1845 - 1919), escriptora (Via Sant Joan, agrupació 9a, núm. 96)
- Juan Manuel Montesinos (Madrid, 1950 - Barcelona, 2009), actor que va fer carrera a la televisió i cinema de Veneçuela (agrup. 9a, Via Sant Jaume, pis 1, nínxol 15.539)[27]
- Pura Montoro Rodríguez (València, 1892 - Barcelona, 1915), cantant i actriu popular (agrup. 10a, tomba menor 73)
- Francesc Moragas i Barret (Barcelona, 1868 - 1935), advocat i economista, fundador de la Caixa d'Estalvis i Pensions de Barcelona (agrup. 7a, nínxol col. B 6356)
- Maria Luz Morales (La Corunya, Galícia, 1898 - Barcelona, 1980), periodista i escriptora, directora de La vanguardia (agrup. 3a, nínxol columb. B 7420)(Via S. Eulàlia, agrupació 3a, nínxol columbari 7420)[28]
- Paco Morán (Almodóvar del Río, 1930 - Barcelona, 2012), actor teatral
- Francisco Morano Moreno (Madrid, 1876 - Barcelona, 1933), actor teatral
- Maria Morera i Franco (Barcelona, 1872 - 1954), actriu de teatre (ossari general)
- Elisabeth Mulder Pierluigi (Barcelona, 1904 - 1987), escriptora en castellà (agrup. 5a, panteó 11)
- Manuel Mundó i Marcet (Anscari M. Mundó) (Barcelona, 1923 - 2012), historiador, arxiver i paleògraf (agrup. 7a, nínxol col. 625)
- Julio Muñoz Ramonet (Barcelona, 1912- Chur, Suïssa, 1991), empresari i col·leccionista d'art
- Rafael Navarro García (Alacant, 1912 - Barcelona, 1993), actor de cinema i TV
- Antoni Nicolau i Parera (Barcelona, 1858 - 1933), compositor i director d'orquestra
- Ramon Nolla i Martí, metge
- Isidre Nonell i Monturiol (Barcelona, 1872 – 1911), pintor (agrup. 9a, nínxol columbari 2846)
- Rosa Novell i Clausells (Barcelona, 1953 - 2015), actriu i directora escènica (agrup. 12a, Jardí dels Aromes 489)
- Josep Lluís Núñez i Clemente (Barakaldo, 1931 – Barcelona, 2018), empresari de la construcció i president del FC Barcelona entre 1978 i 2000 (agrup. 3, Plaça de l'Esperança, panteó 15)[29]
- César Ojinaga (Madrid, 1925 - Barcelona, 1999), actor de cinema (agrup. 9, nínxol columbari 6.993)
- Armando Oliveros (1884 - Barcelona, 1962), periodista, autor de la lletra del pasdoble El relicario" (agrup. 12, nínxol columbari 798)
- Manuel Oltra i Ferrer (València, 1922 - Barcelona, 2015), músic (agrup. 9, nínxol columbari 12.676)
- Joan Oncina (Barcelona, 1921 - 2009), tenor (agrup. 11, hipogeu cip major 1)
- Ricard Opisso (Tarragona 1880 - Barcelona 1966), dibuixant i caricaturista
- Llucià Oslé i Sáenz de Medrano (Barcelona, 1880 - 1951), escultor (ossari general)
- Melcior de Palau i Català (Mataró, 1842 - Madrid, 1910), enginyer, escriptor.[30]
- Joan Palau i Vera ((Valencia, Veneçuela, 1875 - Barcelona, 1919), pedagog i geògraf, director de l'Escola de Bibliotecàries (agrup. 5a, Via de Sant Oleguer, núm. 78, tomba menor)[31]
- Domènec Palet i Barba (Terrassa, 1872 - Barcelona, 1953), advocat, industrial, polític i geòleg
- Víctor Palomo i Juez (Barcelona, 1948 – Girona, 1985), campió d'esquí nàutic i de motociclisme (Via Sant Oleguer, agrup. 4a, panteó 9)?
- Maria Pascual Alberich (Barcelona, 1933 - 2011), il·lustradora (agrup. 2a, Via de Sant Josep, núm. 518)[32]
- Eusebi Pascual i Casas (Barcelona, 1837 - 1883), advocat, polític, periodista i escriptor
- Enric Pascual Monturiol (Barcelona, 1886 - Nova York, 1934), pintor
- José Passos (Barcelona, 1862 - 1928), dibuixant i il·lustrador
- Rafael Patxot i Jubert (Sant Feliu de Guíxols, 1872 - Ginebra, Suïssa, 1964), meteoròleg, mecenes, bibliòfil i escriptor (panteó)
- Josefina Paulet (Barcelona, 1900-?), compositora i soprano (agrup. 9a, nínxol columbari E 30)
- Josep Pedreira i Fernández (Barcelona, 1917 - 2003), editor i escriptor (agrup. 2a, nínxol hipogeu 118)
- Agustí Pedro i Pons (Barcelona, 1898 - Barcelona, 1971), metge (agrup. 9a, nínxol col. B 10995)
- Manuel de Pedrolo (l'Aranyó 1918 - Barcelona 1990), escriptor (Agrup. 14a, nínxol 2186)
- Carles Pellicer i Rouvière (Barcelona, 1865 - 1959), pintor (agrup. 9a, nínxol col. 11748)
- Joaquim Pena i Costa (Barcelona, 1873 - 1944), musicòleg, crític musical i traductor (agrup. 3a, arc cova 42)
- Andreu Perelló de Segurola (València, 1878 - Barcelona, 1953), baix d'òpera
- Francesc Peris Mencheta, polític i periodista, fundador d'El noticiero universal (Via Santa Eulàlia, agrup. 2a)
- Ángel Pestaña, polític anarquista i sindicalista (ossari general)
- Joan Pich i Pon, alcalde de Barcelona (agrup. 8a, panteó 18)
- Àngel Planells i Cruañas (Cadaqués, 1901 – Barcelona, 1989), pintor (ossari general)
- Josep Maria Porcioles, alcalde de Barcelona (agrup. 3a, tomba menor 40)
- Joan Potau Martínez (Barcelona, 1945-2015), guionista i director de cinema
- José Andrés de Prada Delgado (1884 - Barcelona, 1968), dramaturg i llibretista de sarsueles, lletrista del pasdoble Valencia[cal citació]
- Enric Prat de la Riba, polític, primer president de la Mancomunitat de Catalunya (Via Sant Jordi, agrup. 6a, panteó 11)
- Pere Pruna i Ocerans (Barcelona, 1904- 1977), pintor (agrup. 7a, columbari A 34)
- Pedro Puche Lorenzo (Yecla, 1888 - Barcelona, 1959), escriptor i director de cinema
- Salvador Puig Antich (Barcelona 1948-1974), activista polític, últim executat durant el franquisme (agrup. 14a, nínxol col. B 2737)
- Isidre Puig i Boada (Barcelona, 1891 - 1987), arquitecte (agrup. 12a, panteó 4)
- Enric Puig i Planas (Barcelona 1938 - Sevilla 2008), empresari (agrup. 9a, nínxol col. C 8)
- Ignasi Puig i Simon (Manresa, 1887 – Barcelona, 1961), químic i astrònom, jesuïta
- Antoni Puigvert i Gorro (Santa Coloma de Gramenet, 1905 - Barcelona, 1990), metge uròleg (agrup. 7a, nínxol col. B 3675)
- Joan Baptista Pujol i Riu (Barcelona, 1835 - 1898), pianista, pedagog i compositor[33]
- Marcos Redondo (Pozoblanco, 1893 - Barcelona, 1976), baríton (Agrup. 7a, nínxol 47)[cal citació]
- Antoni Ribas (Barcelona 1935 - 2007), director de cinema (agrup. 3a, tomba menor A 639)
- Romà Ribera i Cirera (Barcelona, 1848-1935), pintor[cal citació]
- Rosa Ricart i Ribera (Barcelona, 1911 - 2005), bibliotecària (agrup. 13a, tomba 178)
- Juan Ripoll Orozco, Juanerillo (Altea, 1870 - Barcelona, 1898), torero (nínxol 2.272)
- Alexandre de Riquer i Ynglada, comte de Casa Dávalos (Calaf, 1856 - Palma, 1920), intel·lectual, artista, escriptor i col·leccionista (panteó familiar)
- Martí de Riquer i Morera (Barcelona, 1914 - 2013), filòleg, escriptor i historiador de la cultura (agrup. 7a, nínxol columbari 1353)
- Francesc Rius i Taulet (Barcelona, 1833 - Olèrdola, 1890), alcalde de Barcelona (Via Sant Francesc, agrup. 6a, tomba 639)
- Bartomeu Robert i Yarzábal (Tampico, Mèxic, 1842 - Barcelona, 1902), metge i polític, alcalde de Barcelona (Via Sant Oleguer, agrup. 5a núm. 22-22 bis)
- Montserrat Roig (Barcelona 1946-1991), escriptora i periodista (Via de Sant Francesc, agrup. 9a, nínxol columbari B, núm. 12520)
- Tomàs Roig i Llop (Barcelona, 1902 - Barcelona, 1987), escriptor (Via de Sant Francesc, agrup. 9a, nínxol columbari 12520)[cal citació]
- Emerencià Roig i Raventós (Sitges, 1881 - Barcelona, 1935), farmacèutic i investigador de temes nàutics i oceanogràfics (Via Sant Oleguer, agrup. 5a núm. 22-22 bis)
- Joan Roig i Solé (Reus, 1835 - Barcelona, 1918), escultor
- Lucien Roisin Besnard (París, 1884 - Barcelona, 1943), fotògraf i editor de postals establert a Barcelona.[34] (Via Sant Antoni, agrup. 12a, nínxol columbari 351?)
- Rafael Roldós i Viñolas (Barcelona, 1846-1918), publicista i editor de diaris
- Constantino Romero (Albacete, 1947 - Barcelona, 2013), actor
- Teresa Romero Domingo (Terrassa, 1883 - Barcelona, 1974), pintora i feminista
- Jordi Rubió i Balaguer, filòleg i bibliotecari, historiador de la cultura (agrup. 2a, nínxol hipogeu ogival 236)
- Raúl Ruiz Pérez (Badalona, 1947 - Barcelona, 1987), novel·lista (agrup. 10a, Via S. Jaume, hipogeu trap. 349)
- Carlos Ruiz Zafón (Barcelona, 1964 - Los Angeles, 2020), escriptor (agrup. 3a, Via S. Eulàlia, tomba 214)
- Santiago Rusiñol (Barcelona, 1861 - Aranjuez, 1931), escriptor i pintor (Via Santa Eulàlia, agrup. 1a, panteó 10)
- Pau Sabater Lliró "el Tero" (Algerri, Noguera, 1884 - Barcelona, 1919), sindicalista dels tintorers de la CNT[cal citació]
- Josep Maria de Sagarra (Barcelona, 1894 – 1961), escriptor (agrup. 3a, tomba menor 700)
- Enric Sagnier i Villavecchia (Barcelona, 1858 – 1931), arquitecte (agrup. 3a, hipogeu etrusc 41)
- Robert Saladrigas i Riera (Barcelona, 1940 - 2018), escriptor, periodista i crític literari (agrupació 2a, nínxol hipogeu 461, Via Sant Josep)[35]
- Mercedes Salisachs (Barcelona, 1916 − 2014), escriptora en castellà (agrup. 3a, panteó 277)
- Jaume Salom i Vidal (Barcelona, 1925- Sitges, 2013), dramaturg (agrup. 9a, tomba menor 172)
- Elena Salvador de Puigvert (Madrid, 1927 - Barcelona, 2017), actriu
- Manuel Salvat Dalmau (Barcelona, 1925-2012), editor (agrup. 3a, tomba menor 169)
- Pau Salvat i Espasa (Barcelona, 1872-1923), arquitecte i editor (agrup. 3a, tomba menor 169)
- Santiago Salvat i Espasa (Barcelona, 1891-1971), editor (agrup. 3a, tomba menor 169)
- Manuel Salvat Xivixell (Barcelona, 1842- Barcelona, 1901), editor (agrup. 2a, tomba menor 47)
- Joan Salvat-Papasseit, escriptor (Via de Sant Jordi, agrup. 7a, nínxol 563)
- Joan Antoni Samaranch i Torelló, polític i empresari (agrup. 7a, panteó 99)
- Ramón de San Nicolás Araluce (Santander, - Barcelona, 1941), editor, fundador d'Editorial Araluce (agrup. 7, hipogeu egipci 48)?
- Manuel Sayrach i Carreras, (Sants, 1886 - Sant Feliu de Llobregat, 1937), arquitecte i escriptor modernista (panteó Família Sayrach, agrup. 3a, núm. 271)
- Artur Sedó i Guixard (Barcelona, 1881- 1965), enginyer i industrial tèxtil, bibliòfil (agrup. 4, Via Sant Josep, panteó 1)
- Joan Sedó i Peris-Mencheta (Barcelona, 1908 — 1966), industrial i bibliòfil
- Salvador Seguí Rubinat el Noi del Sucre, polític (agrup. 2a, nínxol col. B 533)
- Eudald Serra i Güell (Barcelona, 1911-2002), escultor (agrup. 3a, tomba menor 39)
- Pere Serra i Vidal (Barcelona, 1926-2017), carrosser d'automòbils (agrupa. 11a, Via de la S. Trinitat, panteó 45)[36]
- Lluís Serrahima i Villavecchia (Barcelona, 1931 - 2020), escriptor, pioner de la nova cançó i autor de "Què volen aquesta gent?", promotor del grup Els Setze Jutges (agrup. 4a, Via de Sant Josep, tomba menor 184)[37]
- Antoni Sesé (Broto, Osca, 1895 - Barcelona, 1937), polític
- Francesc Simon i Font, editor, cofundador de l'editorial Montaner i Simon (Via de Santa Eulàlia, agrupació 3a, panteó 13)
- Ferran Soldevila i Zubiburu (Barcelona, 1894 — 1971), historiador i escriptor (agrup. 2a, tomba 41)
- Frederic Soler Serafí Pitarra, escriptor (traslladat des del Cementiri del Poblenou) (agrupació II, via Sant Josep, tomba menor 120)
- Ramon Sopena López (Perarrua, Aragó, o Lleida, 1867 - Boí, 1932), editor, fundador d'Editorial Sopena
- Josep Maria Tallada i Paulí (Barcelona 1884 - 1946), economista i polític (agrup. 3a, tomba menor 561)
- Cristòfor Taltabull (Barcelona, 1888 - 1964), pedagog musical i compositor (agrup. 3a. Via Santa Eulàlia, columbari B CL 7 bis núm. 3169)
- Estanis Tarín, Estanislau Tarín Hernández (Navarrès, València, 1907 - Barcelona, 1995), baríton de sarsuela (agrup. 14a, Via Sant Lluís, nínxol 2.186)[cal citació]
- Miquel Tarradell i Mateu (Barcelona, 1920 - 1995), arqueòleg i prehistoriador (agrup. 7a, nínxol col. B 5655)
- Francesc Taverna-Bech (Barcelona, 1932 - 2010), compositor (agrup. 8a, Via Sant Francesc, panteó 13)
- Josefa Teixidor i Torres, Pepita Teixidor(Barcelona, 1875 - 1914), pintora catalana
- Guillem August Tell i Lafont (Barcelona, 1861 - 1929), advocat, notari i poeta
- Esteve Terradas i Illa (Barcelona, 1883 - Madrid, 1950), científic i enginyer (agrup. 9a, tomba menor 181)
- Josep Thomàs i Bigas (Barcelona, 1852 - Berna, 1910), gravador i editor, introductor del fotogravat a Espanya
- Anaïs Tiffon (Narbona, França, 1831 - Barcelona, 1912), fotògrafa, coneguda com a Anaïs Napoleón (Via Santa Eulàlia, tomba 14)
- Tínez, Juan Martínez Buendía (Caravaca, Múrcia, 1893 - Barcelona 1957), dibuixant d'historietes (agrup. 3a, nínxol col. B 2001)
- Josep de Togores i Llach (Cerdanyola del Vallès, 1893 - Barcelona, 1970), pintor[cal citació]
- Eduard Toldrà, músic (Via Sant Sever, agrup. 5a, nínxol esp. 219)
- Joan Tomàs i Salvany (Valls, 1844 - Madrid, 1911), advocat, poeta i escriptor (agrup. 2a, panteó 6)
- Josep Tomàs i Salvany (Valls, 1839 - Madrid, 1905), polític (agrup. 2a, panteó 6)
- Raimon Torres i Clavé (Barcelona, 1912 - 1986), baríton (agrup. 2a, hipogeu egipci 45)
- Jaume Torres i Vendrell (m. 1904), industrial, fundador dels Cellers Torres en 1870 (agrup. 1a, panteó 21)
- Pablo de la Torriente Brau (San Juan de Puerto Rico, 1901 - Majadahonda, Madrid, 1936), escriptor i milicià antifeixista cubà (fossa vora el nínxol 3772).[38] (en lloc desconegut)
- Francesc Xavier Tort i Martorell (Barcelona 1854 - 1912), empresari i polític (panteó familiar)
- Sílvia Tortosa (Barcelona, 1947 - 2024), actriu (Via Santísima Trinitat, agrup. 12, pis 3, nínxol 3.250[39])
- Tomás Trallero Bardají (1920 - Barcelona, 2010), professor de llengües clàssiques i llibreter[cal citació]
- John Hannibal Trent o Jo Trent (Chicago, EUA, 1892 - Barcelona, 1954), compositor de musicals i cançons populars (Nínxol columbari 6731, pis 6è)[40]
- Mercè Tressols (Ramona Vidal) (Barcelona, 1879 - 1959), soprano, mare de Mercè Capsir
- Eugeni Trias (Barcelona 1942 - 2013), filòsof (agrup. 7a, hipogeu 9)
- Luisita Tubau i Llaussàs (Barcelona, 1925-2020), cantant i actriu de doblatge(agrup. 7a, dep. 5è, nínxol 3.584)[cal citació]
- José Valero Villavicencio (Sevilla, 1808 - Barcelona, 1891), actor, estrenà Los amantes de Teruel
- Jaume Vallcorba i Plana (Tarragona, 1949 - Barcelona, 2014), filòleg i editor (agrup. 9, tomba menor 43)
- Josep Maria Vallès i Ribot, polític (agrup. 2a)
- Juli Vallmitjana i Colomines (Barcelona, 1873 - 1937), orfebre, escriptor i dramaturg (agrup. 4a, nínxol hipogeu 167)
- Manuel Valls i Gorina (Badalona, 1920 - Barcelona, 1984), compositor (agrup. 3, Via Santa Eulàlia, hipogeu egipci)
- Joan Valls i Juliá (Barcelona, 1944 - Barcelona, 2020), pedagog[cal citació]
- Oriol Valls i Subirà (Barcelona, 1935-1991), historiador del paper (agrup. 9a, tomba menor 78)
- Ferran Valls i Taberner (Barcelona 1888 - 1942), advocat, historiador medievalista, arxiver i director de l'Escola de Bibliotecàries
- Josep Maria Valls i Vicens (Barcelona 1854 - 1907), novel·lista, advocat i polític (agrup. 3a, núm. 1)
- Rosario de Velasco Belausteguigoitia (Madrid, 1904 - Barcelona, 1991), pintora instal·lada a Barcelona (agrup. 11a, núm. 88)[cal citació]
- Emili Vendrell (Barcelona 1893-1962), tenor (Plaça Nostra Senyora del Carme, agrup. 14a, nínxol 2099)
- Francesc Vendrell i Vendrell (Barcelona, 1940 - Londres, 2022), diplomàtic, representat de l'ONU (agrup. 3a, Pl. Esperança, tomba menor 34[41])
- Joan Ventosa i Calvell (Barcelona 1879 - Lausana 1959), polític i economista, fundador de la Lliga Regionalista (agrup. 2a, panteó 3)
- Jacint Verdaguer (Folgueroles 1845 - Barcelona 1902), escriptor (agrup. 9a, arc cova 1)
- Narcís Verdaguer i Callís, advocat, polític i escriptor (Via Santa Eulàlia, agrup. 1a)
- Josep Vergés i Matas (Palafrugell, 1910 – Barcelona, 2001), editor, fundador de Destino (agrup. 6a, panteó 33)
- Joan Vernet i Ginés (Barcelona, 1923 - 2011), arabista (agrup. 10a, nínxol col. A 726)
- Pilar Vidal Ferrando (Barcelona, 1855 - 1932), actriu i cantant de sarsuela (agrup. 10, nínxol columbari A 835)
- Rafael Vidiella, polític, fundador del PSUC (agrup. 5a, nínxol col. 1820)
- Celestina Vigneaux i Cibils (Girona, 1878 - Barcelona, 1964), mestra i pedagoga (al panteó de la família Coromines)
- Pau Vila i Dinarès (Sabadell, 1881 - Barcelona, 1980), pedagog, geògraf i folklorista (al panteó familiar)
- Ernesto Vilches (Tarragona 1879 - Barcelona 1954), actor (agrup. 11a, nínxol col. B 4876)
- Francesc Viñas (Moià, Bages, 1863 - Barcelona, 1933), tenor (Via Sant Jordi, agrup. 6a)
- Joan Vinyoli l (Barcelona, 1914 - 1984), escriptor (Via Sant Josep, agrup. 3a, nínxol 622?; tomba de Maria Ramis de Viñoly)
- Joaquim Viola i Sauret (Cebreros, 1913 - Barcelona, 1978) polític, alcalde de Barcelona (agrup. 3a, panteó 47)
- Amadeu Vives (Collbató 1871 - Barcelona 1932), músic, cofundador de l'Orfeó Català (Via de la Misericòrdia, agrup. 3a, tomba menor A-508; en 2014, les restes foren traslladades al cementiri de Collbató)
- José Vivó Costa (Barcelona, 1916 - 1989), actor (agrup. 8a, Via S. Jaume, tomba 28)
- Alfredo Wiechers Pieretti (Ponce, Puerto Rico, 1881 - Barcelona, 1964), arquitecte
- Albert Worcester (West Compton, New Hampshire, EUA, 1878 - Barcelona, 1935), pintor
- Joan Baptista Xuriguera i Parramona (Menàrguens, Noguera, 1908 – Barcelona, 1987), escriptor, traductor i filòleg (agrup. 8a, nínxol col. B 518)
- Rafael Yzquierdo Vivas (Navotas, Filipines, 1885 - Barcelona, 1952), pintor i cartellista[cal citació]
- Joaquim Zamacois i Soler (Santiago de Xile, 1894 - Barcelona, 1976), compositor, director del Conservatori Superior de Música de Barcelona i autor d'obres per a l'ensenyament de la música (agrup. 5a, panteó 49, Via de Sant Oleguer)[cal citació]
- Ricardo Zamora (Barcelona 1901 - 1978), futbolista (Via Sant Jaume, agrup. 10a, nínxol col. A 1111)
- Josep Zendrera Fecha (Barcelona, 1895 - 1969), editor, fundador d'Editorial Joventut

I panteons familiars d'algunes nissagues d'empresaris, financers, industrials, etc., importants en la Catalunya del tombant dels segles XIX i XX: Batlló (agrup. 3a, núm. 8), Bonaplata (agrup. 3a, núm. 19), Malagrida (agrup. 3a, núm. 91), Terrades (Via Santa Eulàlia - Agrup. 2 - Núm. XI bis, per Josep Puig i Cadafalch), Amatller (agrup. 4a, núm. 35-43), Godó, Guarro, etc.